# Tilden Santiago
Pour les articles homonymes, voir Santiago (homonymie).
Tilden Santiago (13 juillet 1940 à Nova Era - 2 février 2022 à Belo Horizonte) est un homme politique brésilien membre du Parti des travailleurs puis du Parti socialiste brésilien. 

## Carrière
Il est actuellement nommé Assesseur spécial de la présidence de la Compagnie Energétique du Minas Gerais (Cemig). Il fut l’ambassadeur du Brésil à Cuba de 2002 à 2007. 
Philosophe et journaliste de formation, il fut l’un des fondateurs du syndicat Central Única dos Trabalhadores (CUT).

Il participa au gouvernement Itamar Franco en tant que Ministre de l’Environnement et du Développement Durable. Il a été élu député fédéral pour trois mandats consécutifs.